# Изоденса
Изоденса (грч. isos - једнак и лат. densus - чврст, збијен) је линија која на географској карти спаја тачке са истим густинама ваздуха, стена и др.